# Pawai
Pawai är en ort i Indien.   Den ligger i distriktet Panna och delstaten Madhya Pradesh, i den centrala delen av landet, 600 km sydost om huvudstaden New Delhi. Pawai ligger 327 meter över havet och antalet invånare är 13 083.
Terrängen runt Pawai är platt åt nordost, men åt sydväst är den kuperad. Runt Pawai är det ganska tätbefolkat, med 108 invånare per kvadratkilometer. Det finns inga andra samhällen i närheten. Trakten runt Pawai består till största delen av jordbruksmark.